# 2532 Sutton
2532 Sutton este un asteroid din centura principală, descoperit pe 9 octombrie 1980 de Carolyn Shoemaker.